# Flora Perfetti
Flora Perfetti (Faenza, 29 gennaio 1969) è un'ex tennista italiana.

## Biografia
Il suo anno migliore è stato il 1997, quando ha conquistato la posizione numero 54 del ranking WTA. Sempre nel 1997 ha rappresentato l'Italia in Fed Cup.
Nei tornei del Grande Slam il suo massimo risultato è stato il terzo turno: sia all'Australian Open, sia al Roland Garros che agli US Open.
Si è ritirata nel 2000.
Nel 2012 ha dovuto contrastare un tumore alla rinofaringe.

## Vita privata
Ha due figli, il più giovane dei quali è il tennista Lorenzo Beraldo, mentre il primogenito, Noah, è nato dalla sua breve relazione con il tennista marocchino Brahim Elbertaai.